# Variedad diatópica
Las variedades diatópicas, en la terminología de Eugen Coșeriu, más comúnmente conocidas como geolectos, o simplemente dialectos, se producen a lo largo de la extensión geográfica en la que se habla una determinada lengua histórica y se manifiestan dialectos.
Todas las lenguas poseen dialectos que son conocidos por los hablantes. Normalmente, un hablante de una determinada lengua histórica reconoce la procedencia de otro hablante de su misma comunidad lingüística por cualquier rasgo de su lenguaje: por su pronunciación y entonación (nivel fónico), sus construcciones (nivel morfológico y nivel sintáctico) y el uso de ciertas palabras y expresiones (nivel léxico- 
semántico).
Dos obras donde se presenta una variedad diatópica son: La tesis de Nancy, de Ramón J. Sender, y El pasado, de Alan Pauls.